# Luís Aleixo Boulanger
Luís Aleixo Boulanger (França, 2 de abril de 1798 - Rio de Janeiro, 24 de julho de 1874), foi segundo e último Rei de Armas do Império do Brasil.

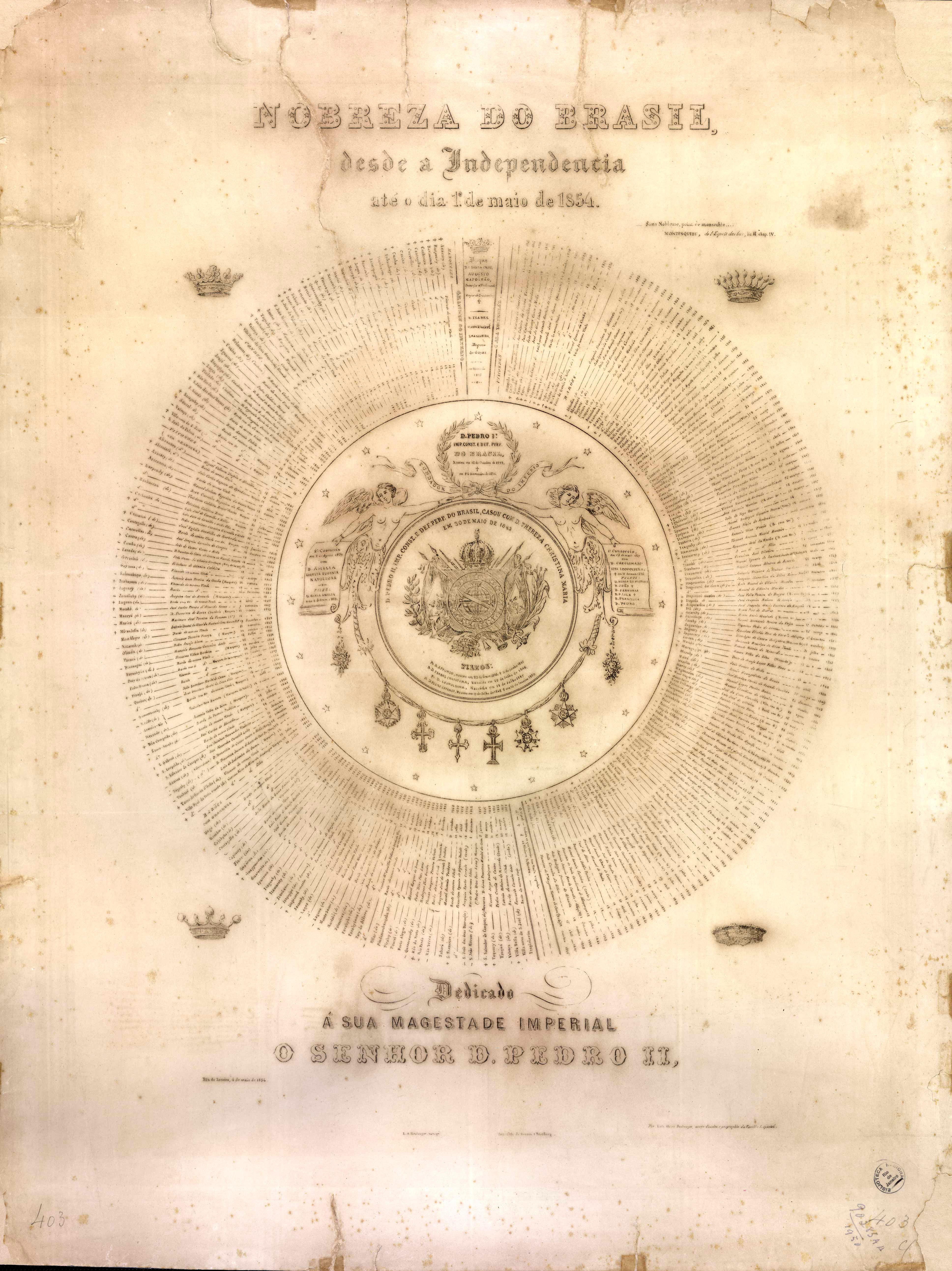
Obra Nobreza do Brasil desde a Independência até o dia 1º de maio de 1854, em que registra a então lista de titulados à nobreza brasileira.

Reconhecido artista franco-português, professor imperial de caligrafia de D. Pedro II, de suas irmãs e de suas filhas. 
Boulanger sucedeu ao cargo de Rei de Armas, Possidônio Carneiro da Fonseca Costa, este nomeado por D. Pedro I e que, ao final de sua vida, foi acometido por demência e destruiu boa parte dos registros que havia no Cartório de Nobreza e Fidalguia.
Ao longo dos anos, Boulanger tentou incansavelmente recuperar o teor das antigas cartas de nobreza expedidas, razão de só existir, até o ano de 1872, um único livro sobre o período anterior à sua magistratura, que continha apenas 121 registros de títulos e brasões, especialmente os que constavam no chamado Livro VI do Cartório de Nobreza e Fidalguia. Uma cópia desses registros foi enviada ao Visconde de Sanches de Baena. 
É com base nessa recolha de Boulanger, nos apontamentos do Visconde de Sanches de Baena, e na documentação existente no Arquivo Nacional, que os barões de Vasconcelos iniciaram o seu Arquivo Nobiliárquico Brasileiro.